# Willy Sachs
Willy Sachs, född 23 juli 1896 i Schweinfurt, Bayern, död 19 november 1958 i Oberaudorf, Bayern, var en tysk industrialist, ägare av Fichtel & Sachs.
Willy Sachs var son till Ernst Sachs och tog över ledningen och ägandet av familjeföretaget Fichtel & Sachs efter faderns död 1932. Han överlät i praktiken ledningen av företaget, som under 1930-talet hade 7000 anställda, på direktörerna Heinz Kaiser, Rudolf Baier och Michael Schlegelmilch. Han kom tidigt att ta sin tillflykt till alkoholen, åkte ut på jakt och ordnade storslagna fester. Sachs var från 1930 svensk konsul i Schweinfurt. 
1933 blev Willy Sachs medlem i SS och dess Freundeskreis Reichsführer SS och 1943 utnämndes han till SS-Obersturmbannführer. Under många år var Hermann Göring jaktkamrat till Sachs. Sachs fick i samband med skilsmässan från Elinor von Opel även hjälp av Hermann Göring och Heinrich Himmler med att få vårdnaden om barnen. Sachs kom som gentjänst att donera stora summor till Nazistpartiet. 1945 utnämndes han till Wehrwirtschaftsführer.
1945 greps han av amerikansk militär och internerades fram till 1947. Efter kriget var Sachs med vid återuppbyggnaden av Fichtel & Sachs men åtog sig endast representativa uppgifter och drog sig tillbaka från den aktiva ledningen. Willy Sachs tog sitt liv med ett skjutvapen på Gut Rechenau i Oberaudorf am Inn. Han hade då drabbats av depressioner.
Willy Sachs var 1925-1935 gift med Elinor von Opel, dotter till Wilhelm von Opel och barnbarn till Adam Opel. De fick sönerna Ernst Wilhelm Sachs och Gunter Sachs. Han var sedan gift med Ursula Meuer 1937-1947. Från slutet av 1940-talet levde han tillsammans med Katharina Hirnböck som han fick sonen Peter Sachs (f. 1950) med. 
Willy-Sachs-Stadion i Schweinfurt har fått sin namn efter Willy Sachs som var en stor mecenat till byggandet av stadion och fotbollslaget FC Schweinfurt 05. 